# Bivalvaria
Bivalvaria és una secció del gènere Utriculària. Les deu petites espècies d'aquesta secció són plantes carnívores natives d'Àfrica amb una espècie que es distribueix a Mèxic i una altra a Àsia a l'Índia. John Hendley Barnhart va descriure i va publicar aquesta secció el 1916 com el gènere separat, Calpidisca. Sadashi Komiya va revisar el gènere Utriculària el 1973 i va traslladar el gènere de Barnhart a una secció d'Utriculària. Peter Taylor va publicar la seva monografia Utriculària en el 1986 en la qual emplaçada la secció de Komiya com a subgènere Utriculària. Noves i més recent revisions l'han col·locat com a Bivalvaria.

## Taxonomia
- Utricularia arenaria
- Utricularia bisquamata
- Utricularia firmula
- Utricularia livida
- Utricularia microcalyx
- Utricularia odontosepala
- Utricularia pentadactyla
- Utricularia sandersonii
- >Utricularia troupinii
- Utricularia welwitschii